# Vrijbank
Een vrijbank is een plek waar onder toezicht van de keuringsdienst vlees werd verkocht aan consumenten.
Vrijbanken waren vaak onderdeel van een slachthuis. Exploitanten van slachthuizen waren bij wet verplicht om vrijbanken te houden. Vrijbankvlees moest namelijk direct vanuit de slachterij verkocht worden. Dit vlees moest dan ook wettelijk binnen 24 uur verkocht en gegeten zijn. Vanwege deze korte tijd mocht het dan ook niet aan handelaren worden verkocht. Als gevolg van de korte houdbaarheid was het vlees goedkoop. Per klant mocht maximaal 3 kg. vlees worden verkocht. Burgers werden geïnformeerd over de verkooptijden van vrijbankvlees door de dorpsomroeper. Voor minder bedeelden was vrijbankvlees een mogelijkheid om tegen gereduceerde prijs vlees te kopen. Om zoveel mogelijk mensen een kans op vlees te geven was er een maximum van drie kilo ingesteld. Belangstellenden stonden daartoe vaak lang in de rij. Zij dienden bovendien vaak eigen verpakkingspapier mee te nemen voor hun vlees. Later werden door gemeentes wel speciale ‘waardebonnen’ verstrekt voor de minder bedeelden. Wie voor aankoop van dit vlees in aanmerking wilde komen, diende een formulier in te vullen. Aan het gezinshoofd werd dan een genummerde stempelkaart uitgereikt. In plaatselijke dagbladen werden tijdstippen bekendgemaakt waarop kaarten met bepaalde nummers vlees konden kopen. Ook met een doktersattest kon vlees worden gehaald.

## Aanvoer
Vlees dat voor de vrijbank in aanmerking kwam was afkomstig van verdronken, verongelukt of door bliksem getroffen vee. Het betrof naast  koeien ook vaak paarden. Door de stress van het plotseling gestorven dier was de zuurgraad in het vlees zo hoog, dat het ook bij wecken of drogen snel zou bederven. Eigenaren van verongelukt vee konden hun schade beperken door het vlees aan te bieden bij de noodslachting. Zulk vee moest dan wel binnen 24 uur worden geslacht.

## Oorsprong
Het begrip ‘vrijbanken’ komt waarschijnlijk uit de middeleeuwen. Veel boeren slachtten hun eigen vee. Slagers die lid waren van een slagersgilde konden bij de vleeshuizen een bank huren om hun vlees te verkopen. Het gilde controleerde daarbij de kwaliteit van het vlees. In geval van noodslachting waren de slagers 'vrij' van pacht. Dergelijk vlees was dus afkomstig van de vrijbank. Vrijbankvlees was mede daardoor ook goedkoper.
Met de sluiting van veel plaatselijke slachthuizen nam de verkoop van vrijbankvlees steeds meer af. Vanaf 17 januari 1994 verviel de vrijbankmerking van vlees als gevolg van het Vleeskeuringsbesluit. Goedgekeurd vlees van noodslachtingen kreeg vanaf toen een binnenlands goedkeuringsmerk. Vanaf 1 januari 2006 vervielen de Vleeskeuringswet en de daarbij behorende uitvoeringsvoorschriften.